# 유효 질량
유효 질량(有效質量, effective mass)은 결정 안 전자의 겉보기 질량을 말한다.

## 정의
고체 내의 전자나 정공은 격자상의 많은 원자와 상호작용하고 있기 때문에 이 모든 것을 고려한 물리 법칙을 세우고, 결과를 예측하는 것은 불가능하다. 따라서 수많은 원자로부터의 영향을 근사적으로 접근해야한다. 유효 질량을 이용한 준 고전적 근사 방법은 전자나 정공에 전기장 혹은 자기장이 가해졌을 때의 운동을 기술하는 데 있어 자유 전자에서 성립하는 물리 법칙을 최대한 이용하려는 접근 방법이다. 실제로 격자상의 원자들에 의한 효과는 많은 경우 고체내의 전자가 질량이 무거워지거나 가벼워지는 효과로 근사함으로써 정성적으로도 결과를 예측하기 용이하고, 많은 경우 수치적으로도 정확한 예측을 할 수 있게 된다. 
수식적으로 유효 질량은 2차 텐서 형식으로 다음과 같이 정의된다.
{\displaystyle m_{\mu \nu }^{*}=\hbar ^{2}\cdot \left[{{\partial ^{2}\varepsilon } \over {\partial k_{\mu }\partial k_{\nu }}}\right]^{-1}\ .}
여기서 {\displaystyle k}는 결정운동량이므로 유효 질량은 고체의 구조에 따른 에너지 분산 관계 {\displaystyle \displaystyle \varepsilon (k)}의 곡률에 의해서 결정된다.

## 유도

### 운동방정식
고체내의 전자의 속도라 할 수 있는 군 속도는 에너지 분산 관계식을 이용해 다음과 같이 구할 수 있다.
{\displaystyle {\vec {v_{g}}}=\nabla _{\vec {k}}\omega } = {\displaystyle {{1} \over {\hbar }}\nabla _{\vec {k}}\varepsilon }
전자나 정공에 힘을 가할 수 있는 요소인 전기장과 자기장에 의해 이 군 속도가 어떻게 변하게 되는지 보면, 먼저 전기장에 대해 다음과 같은 식을 전개해볼 수 있다.
{\displaystyle \delta \varepsilon =\hbar v_{g}\delta {\vec {k}}=\nabla _{\vec {k}}\varepsilon \cdot {\delta {\vec {k}}}=-e{\vec {E}}\cdot {\delta {\vec {x}}}=-e{\vec {E}}\cdot {\vec {v}}{\delta t}={-e{\vec {E}} \over {\hbar }}\cdot {\nabla _{\vec {k}}\varepsilon }{\delta t}}
{\displaystyle \delta {\vec {k}}=-({\frac {e{\vec {E}}}{\hbar }})\delta t}
자기장에 대해서도 역시 같은 방식으로 운동방정식을 구하게 되면 다음과 같이 나타낼 수 있다.
{\displaystyle {\frac {\delta {\vec {k}}}{\delta t}}=-{\frac {e}{\hbar ^{2}}}\nabla _{\vec {k}}\varepsilon \times {\vec {B}}}
으로 나타낼 수 있고 이 둘 모두 다음의 운동방정식을 만족한다.
{\displaystyle \hbar {\frac {\delta {\vec {k}}}{\delta t}}={\vec {F}}}

### 유효 질량
군속도를 시간에 대해 미분함으로써 뉴턴 방정식에 해당하는 운동방정식을 얻을 수 있고, 여기서 유효 질량에 해당하는 값을 도출해낼 수 있다.
{\displaystyle {\frac {d{\vec {v_{g\mu }}}}{dt}}={{1} \over {\hbar }}{\frac {d\nabla _{\vec {k}}\varepsilon }{dt}}={{1} \over {\hbar }}{{\partial ^{2}\varepsilon } \over {\partial k_{\mu }\partial k_{\nu }}}{\frac {dk_{\nu }}{dt}}={{1} \over {\hbar ^{2}}}{{\partial ^{2}\varepsilon } \over {\partial k_{\mu }\partial k_{\nu }}}F_{\nu }=[m^{*}]_{\mu \nu }^{-1}F_{\nu }}
이는 뉴턴 2법칙 :{\displaystyle a=m^{-1}F}와 유사하다
{\displaystyle F_{\mu }=\left[m^{*}\right]_{\mu \nu }{\frac {d{\vec {v_{g\nu }}}}{dt}}}
여기서 
{\displaystyle m_{\mu \nu }^{*}=\hbar ^{2}\cdot \left[{{\partial ^{2}\varepsilon } \over {\partial k_{\mu }\partial k_{\nu }}}\right]^{-1}\ .}

## 같이 보기
- 띠 구조

## 참고 문헌
- Charles Kittel (1996). Introduction to Solid State Physics(7th Edition ed.). Wiley.
- N. W. Ashcroft and N. D. Mermin, Solid State Physics (Thomson Learning, Toronto, 1976).
- John Singleton Band Theory and Electronic Properties of Solids (Oxford, 2001).